# ليلانغيني سوازيلندي
ليلانغيني سوازيلندي هي العملة الوطنية في إسواتيني والمعتمدة منذ عام 1974 بعد 6 سنوات من استقلالها عن المملكة المتحدة.وينقسم الليلانغيني السوازيلندي إلى 100 فلس.

## العملات المعدنية
في عام 1974، قُدمت عملات معدنية من فئات 1 و 2 و 5 و 10 و 20 و 50 سنتًا و 1 ليلانغيني. ضُربت 2 سنت آخر مرة في عام 1982 وفي عام 1986، أُصدرت 1 سنت و 1 ليلانغيني من النيكل والنحاس. تبع ذلك، في عام 1992، 5 و 10 سنتات من فولاذ مطلي بالنيكل و1 ليلانغيني من الصلب المطلي بالنيكل والنحاس. وفي عام 1995، أُصدرت عملات 2 و 5 ليلانغيني.
ومن عام 2009 إلى عام 2011 ، أُصدرت عملات معدنية جديدة من فئات 5 و10 سنت من الفولاذ المطلي بالنحاس، و20 و50 سنت من الفولاذ المطلي بالنيكل ( لم تُطرح للتداول مطلقًا) وليلانغيني واحد من الفولاذ المطلي بالنحاس.
في فبراير 2016، أُصدرت سلسلة جديدة من العملات المعدنية مؤرخة في عام 2015 وسحب جميع العملات المعدنية السابقة وإبطال تداولها. العملات المعدنية الجديدة لها تصميمات مشابهة للعملات السابقة، ولكن بأحجام وأوزان مختلفة قليلاً. حيث 10 و50 سنت الفولاذ المطلي بالنيكل و1 و5 ليلانغيني من البرونز والألمنيوم.
| القيمة      | التاريخ | المعدن               | القطر (ملم) | الوزن (جرام) | الوجه         | العكس                                        |
| ----------- | ------- | -------------------- | ----------- | ------------ | ------------- | -------------------------------------------- |
| 5 سنت       | 1974    | نحاس ونيكل           | 18          | 2.14         | مسواتي الثالث | القيمة الاسمية والنبات وسنة الإصدار          |
| 10 سنت      | 1974    | نحاس ونيكل           | 21          | 3.58         | مسواتي الثالث | القيمة الاسمية والنبات وسنة الإصدار          |
| 20 سنت      | 1974    | نحاس ونيكل           | 25          | 5.54         | مسواتي الثالث | القيمة الاسمية والفيل وسنة الإصدار           |
| 50 سنت      | 1974    | نحاس ونيكل           | 28          | 8.65         | مسواتي الثالث | القيمة الاسمية، سنة الإصدار                  |
| 1 ليلانغيني | 1986    | نحاس ونيكل وألومنيوم | 22          | 9.50         | مسواتي الثالث | القيمة الاسمية، سنة الإصدار، شعار إسواتيني   |
| 2 ليلانغيني | 1995    | نحاس ونيكل وألومنيوم | 24          | 5            | مسواتي الثالث | القيمة الاسمية، سنة الإصدار، زانتدسكية حبشية |
| 5 ليلانغيني | 1996    | نحاس ونيكل وألومنيوم | 27          | 7.50         | مسواتي الثالث | القيمة الاسمية، سنة الإصدار                  |

## الأوراق النقدية
في 6 سبتمبر 1974 قَدمت سلطة النقد في سوازيلاند أوراق نقدية من فئات 1 و 2 و 5 و 10 ليلانغيني، قم ورقة 20 ليلانغيني في عام 1978. وفي عام 1981، تولى البنك المركزي إنتاج النقود الورقية. وبين عامي 1982 و 1985، قدمت أوراق تقدية من فئات 2 و 5 و 10 و20. وأُصدرت ورقة 50 ليلانغيني في عام 1990. واستبدالت ورقتي 2 و5 بعملات معدنية في عام 1995، وأصدرت 100 و 200 ليلانغيني في عامي 1996 و1998 على التوالي. وفي 5 سبتمبر 2008، أصدر البنك المركزي ورقتي 100 و 200 ليلانغيني للاحتفال بالذكرى الأربعين لميلاد الملك مسواتي الثالث والذكرى الأربعين لاستقلال البلاد. وفي 1 نوفمبر 2010، أصدر البنك المركزي في سوازيلاند سلسلة جديدة من الأوراق النقدية مع ميزات أمنية محسنة.
| إصدار 06.09.10 | إصدار 06.09.10 | إصدار 06.09.10 | إصدار 06.09.10                             |
| الصورة         | القيمة         | الوجه          | العكس                                      |
| -------------- | -------------- | -------------- | ------------------------------------------ |
|                | 10 ليلانغيني   | مسواتي الثالث  | إنكوالا                                    |
|                | 20 ليلانغيني   | مسواتي الثالث  | زهور وذرة وأناناس ومصفاة                   |
|                | 50 ليلانغيني   | مسواتي الثالث  | مبنى البنك المركزي                         |
|                | 100 ليلانغيني  | مسواتي الثالث  | فيل ووحيد قرن وأسد وزهور وطيور             |
|                | 200 ليلانغيني  | مسواتي الثالث  | أكواخ من القش السوازي، محارب؛ تشكيل الصخور |